# Abuso sexual na indústria cinematográfica dos Estados Unidos
Abuso sexual na indústria cinematográfica dos Estados Unidos refere-se a inúmeros casos relatados e acusações de abuso sexual cometidos contra pessoas ligadas ao meio do Cinema dos Estados Unidos.
As acusações de agressão sexual na indústria remontam a 1921 e, nas últimas décadas, ganharam força devido a denúncias contra produtores, diretores, atores e publicitários relacionados. A especulação sobre agressões sexuais no meio cinematográfico cresceu em 1977, quando o diretor Roman Polanski deixou os Estados Unidos após ser condenado no Caso de abuso sexual de Roman Polanski.
Em outubro de 2017, o tema ganhou ampla cobertura midiática depois que o produtor Harvey Weinstein foi acusado de abusar sexualmente de mais de 80 mulheres. As denúncias motivaram dezenas de homens e mulheres a começarem a denunciar publicamente agressões sexuais, no que ficou conhecido como o Efeito Weinstein e o movimento #MeToo. Alguns atores se uniram ao protesto e apoiaram publicamente as vítimas. O assunto continua de interesse geral e alimenta a opinião pública, além de aumentar a conscientização pública sobre práticas na indústria que permitem tais abusos. O público passou a questionar não apenas as limitações impostas às mulheres, mas também como o sistema jurídico reforça essas restrições por meio de contratos e estruturas de poder em Hollywood.

## Caso Fatty Arbuckle
O primeiro caso de agressão sexual em Hollywood a receber ampla atenção ocorreu em 5 de setembro de 1921, quando o comediante Roscoe "Fatty" Arbuckle foi acusado de estuprar a atriz Virginia Rappe. Arbuckle teria se aproveitado da embriaguez de Rappe em uma festa que ele organizou. A agressão foi tão violenta que Rappe morreu quatro dias depois. O magnata da imprensa William Randolph Hearst escreveu colunas acusando diretamente Arbuckle e inserindo detalhes sensacionalistas, como a alegação de que o estupro teria ocorrido com uma garrafa.
Arbuckle foi réu em três julgamentos; após dois júris inconclusivos, foi absolvido no terceiro e recebeu formalmente uma declaração de desculpas por escrito. Apesar da absolvição, o escândalo arruinou sua carreira.

## Caso Patricia Douglas
Patricia Douglas, dançarina e figurante, relatou ter sido estuprada em 1937 por David Ross, funcionário dos estúdios Metro-Goldwyn-Mayer, durante uma festa em que ela e outras mulheres foram contratadas para entreter. Alegou ter sido forçada a ingerir álcool e, ao sair para vomitar, ter sido levada à força para um carro e violentada. Foi ao hospital e registrou boletim de ocorrência, arcando com seus próprios custos legais.
Uma campanha de retaliação baniu Patricia da indústria e o caso foi arquivado. No hospital, não houve coleta adequada de provas; a imprensa publicou rumores de que ela seria promíscua e portadora de DST; o promotor foi acusado de aceitar subornos. Décadas depois, o diretor David Stenn localizou Patricia pouco antes de sua morte em 2003, regrava seu depoimento e publica artigo na revista Vanity Fair. Stenn lançou o documentário Girl 27 para relatar o caso e outros abusos a celebridades na indústria.
Ativistas e atrizes como Rose McGowan e Jessica Chastain endossaram o documentário, consideram-no essencial para divulgar a cultura de abuso sexual em Hollywood. McGowan também acusou Hal Roach, anfitrião da festa, de facilitar abusos contra outras mulheres, mas sem detalhes adicionais.

## Louis B. Mayer
Louis B. Mayer foi acusado de abuso sexual, incluindo apalpar a então adolescente Judy Garland. Segundo Gerald Clarke em Get Happy: The Life of Judy Garland, Mayer "realizava reuniões com a jovem no colo e as mãos em seu peito".

## Caso de Roman Polanski

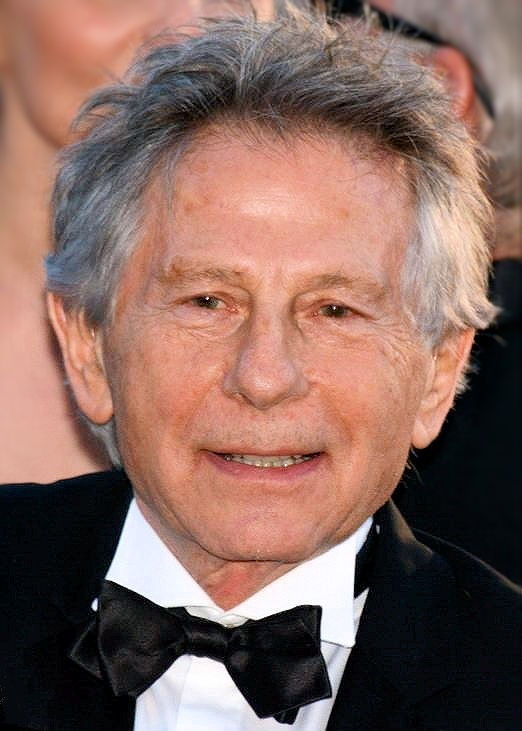
Roman Polanski

Em 1977, Samantha Geimer, então com 13 anos, acusou o diretor Roman Polanski de forçá-la a ter relações sexuais. Ela relatou que Polanski a levou à casa de Jack Nicholson em Los Angeles, sob pretexto de um ensaio para Vogue, lhe deu quaaludes e a fotografou topless. Sozinhos, ele a levou ao quarto principal e a estuprou. Polanski foi acusado de abuso sexual de menor, uso de drogas e sodomia, mas condenado apenas por relação ilícita com menor. Inicialmente sentenciado a 90 dias para avaliação psiquiátrica, teve liberdade condicional para concluir projeto, mas fugiu para Europa ao saber que o juiz pretendia impor pena de prisão. Vive na França, onde não pode ser extraditado.
Em março de 2003, Polanski venceu o Oscar de Melhor Diretor por O Pianista, mas não compareceu; recebeu o prêmio de pé durante a cerimônia do 75.º Oscar. Detido em setembro de 2009 na Suíça, não foi extraditado; em 2016, a Corte Suprema da Polônia negou solicitação de extradição. Em 2017, Samantha Geimer pediu o arquivamento do caso, alegando tê-lo perdoado anos antes.
Em 2010, Charlotte Lewis acusou Polanski de conduta predatória aos 16 anos, em troca de papel no filme Pirates.

### Caso Woody Allen

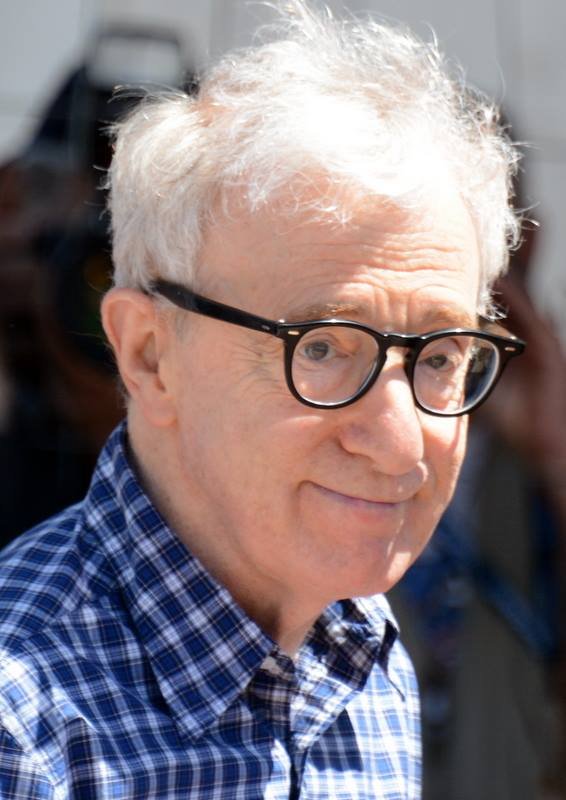
Woody Allen em 2015

Em 1978, Mia Farrow e André Previn adotaram Soon-Yi Previn em Seul. Após o divórcio de Farrow, ela iniciou relacionamento com Woody Allen. Em dezembro de 1987, tiveram um filho, Satchel (posteriormente Ronan Farrow). Allen coadotou outros dois filhos adotivos de Farrow: Moses em 1978 e Dylan em 1985.
Em janeiro de 1992, Farrow descobriu o caso entre Allen e Soon-Yi, então com 21 anos.
Em 4 de agosto de 1992, Allen foi recebido em Connecticut e saiu com amigas de Farrow, deixando Dylan, então com 7 anos, sob cuidados de babás que tinham instruções de não deixá-la sozinha. Moses, de 14 anos, também acompanhava. Apesar de ninguém ter visto Allen e Dylan separados, concluiu-se que houvera um período de 10 a 20 minutos em que ambos estavam sozinhos; Allen teria então levado Dylan a um espaço atrás do armário e abusado sexualmente dela.
A polícia e o procurador de Connecticut encaminharam Dylan ao Child Sexual Abuse Clinic do Yale New Haven Hospital, que, após seis meses, concluiu não haver abuso sexual real e apontou possibilidade de distúrbio emocional e influência materna. Serviços sociais de Nova York e a Suprema Corte do Estado de Nova York também descartaram as acusações por falta de evidências.
Nos argumentos finais, a advogada Eleanor Alter admitiu que a alegação poderia derivar de fantasia de Dylan, mas que ela acreditava ter acontecido. Em 2014, Dylan reafirmou a acusação em carta aberta no blog de Nicholas Kristof no The New York Times.
Allen nega as acusações, mas Ronan Farrow defendeu a irmã e ajudou a revelar o escândalo de Harvey Weinstein, desencadeando o Efeito Weinstein e o movimento #MeToo. Moses Farrow, então com 14 anos, escreveu carta aberta defendendo Allen e negando o abuso.
Soon-Yi defendeu Allen, chamou Farrow de instável em entrevista à New York Magazine. Dylan e Ronan rechaçaram a entrevista de Soon-Yi.
Após acusações de 2017, diversos atores, como Griffin Newman, Elliot Page, Evan Rachel Wood, Drew Barrymore, Kate Winslet, David Krumholtz, Greta Gerwig, Mira Sorvino, Rebecca Hall, Timothée Chalamet, Rachel Brosnahan, Natalie Portman, Colin Firth, Marion Cotillard, Chloë Sevigny, Joaquin Phoenix, Hayley Atwell, Peter Sarsgaard e Elle Fanning expressaram arrependimento por terem trabalhado com Allen, muitos doando seus salários de Um Dia de Chuva em Nova York a instituições de caridade; entretanto, atores como Diane Keaton, Alec Baldwin, Anjelica Huston, Dianne Wiest, Sean Penn, Judy Davis, Jeff Goldblum, Javier Bardem, Léa Seydoux, Samantha Morton, Cherry Jones, Wallace Shawn, Alan Alda, Gina Gershon, Larry David, Richard Kind e Scarlett Johansson defenderam Allen ou disseram que considerariam trabalhar com ele novamente; e Michael Caine inicialmente declarou não trabalhar novamente com Allen mas depois retratou-se, dizendo que acusações não foram comprovadas.

### Caso Bryan Singer

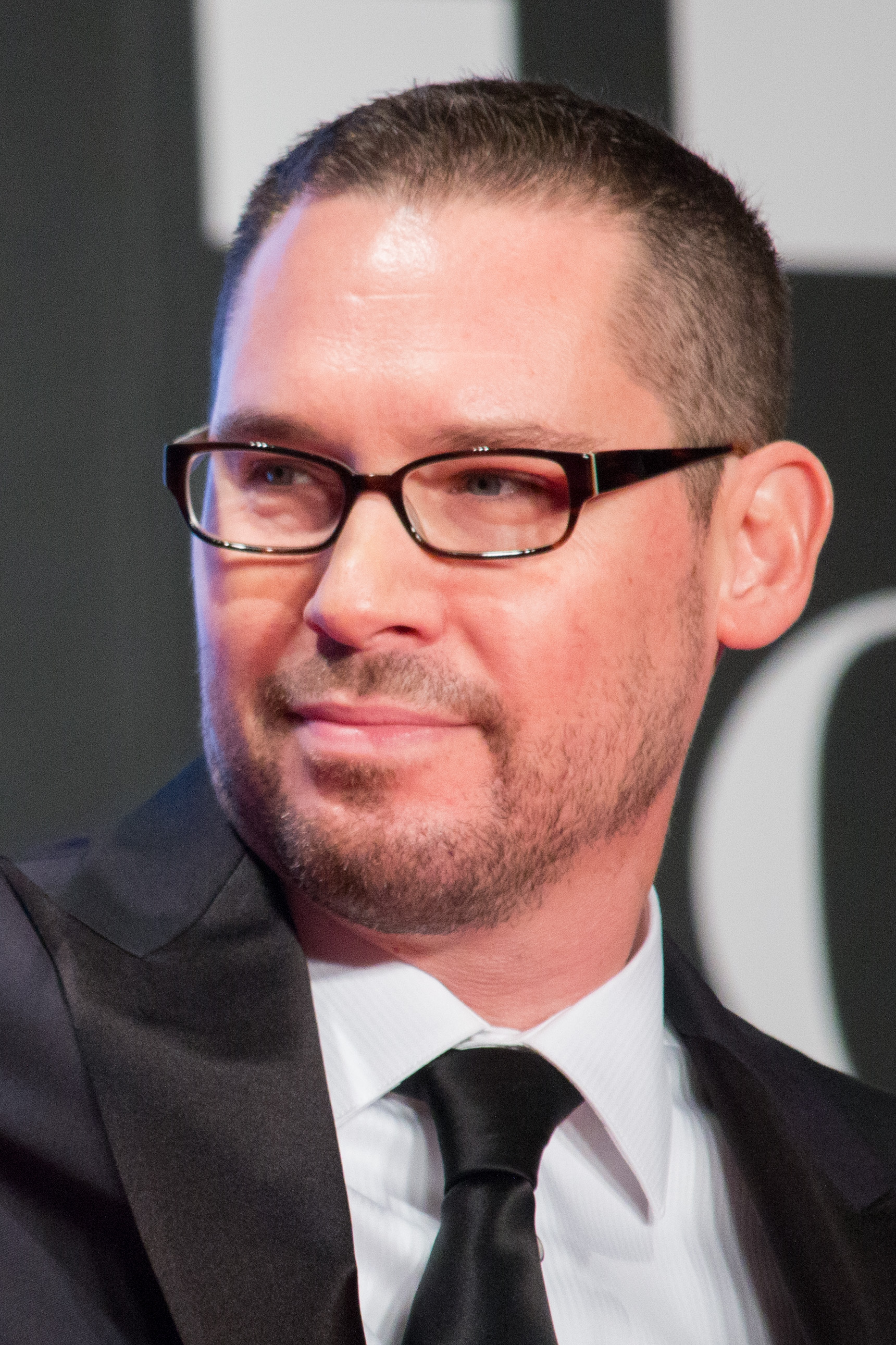
Bryan Singer em 2013

Em 1997, um figurante de 14 anos acusou o cineasta Bryan Singer de pedir que ele e outros menores posassem nus para a cena de chuveiro do filme Apt Pupil. Outros dois meninos (16 e 17 anos) confirmaram as acusações e moveram processo por danos morais, negligência e invasão de privacidade, mas o promotor de Los Angeles não apresentou acusações penais.
Em abril de 2014, Michael Egan processou Singer por suposto estupro e dopagem em Havaí, mas apresentou prova de que nenhum dos dois esteve lá na época, e Egan retirou a ação em agosto. Em 2015, Egan foi condenado a dois anos de prisão por fraude financeira não relacionada.
Em maio de 2014, Jeff Herman processou Singer em nome de um britânico anônimo, acusando-o de abuso sexual de menor em Londres; o processo foi retirado em julho.
O documentário An Open Secret mencionou Singer, mas omitiu detalhes após retirada do processo. Bret Easton Ellis alegou que ex-parceiros dele frequentaram festas com menores organizadas por Singer e Roland Emmerich.
Em 7 de dezembro de 2017, Cesar Sanchez-Guzman processou Singer por estupro de um jovem de 17 anos em 2003; o USC School of Cinematic Arts removeu o nome de Singer de seu programa.
Em janeiro de 2019, Alex French e Maximillian Potter investigaram novas denúncias de quatro homens contra Singer quando menores.

### Outros casos
Actor Jeffrey Jones foi condenado em 2003 a cinco anos de liberdade condicional por estimular um garoto de 14 anos a posar nu; em 1980, Victor Salva (diretor de Jeepers Creepers) cumpriu 15 meses por abuso de um ator mirim; em 2017, Greice Santo e R. J. Cipriani acusaram o dono do Edmonton Oilers de oferecer dinheiro por favores sexuais; em 2004, o ator e produtor Brian Peck foi condenado a 16 meses por ato libidinoso contra criança – a vítima revelou-se ser Drake Bell no docuseries Quiet on Set; o produtor Steven Marshall foi condenado a 7½ anos por distribuição de pornografia infantil; o headshot photographer Bob Villard foi condenado a regime aberto por transportar pornografia infantil; e o ator e coach Cameron Thor foi condenado a seis anos por abusar de uma menina de 13 anos em 2009, resultando em recasting para Jurassic World Dominion. Em novembro de 2017, Corey Feldman manifestou interesse em documentário sobre pedofilia em Hollywood; Feldman alegou ter sofrido abuso em rede de prostituição envolvendo seis grandes produtores. Argumentou que Corey Haim, amigo e também ator mirim, não pôde denunciar seu agressor antes de morrer em 2010.
Em 2019, Rob Cohen foi acusado de estupro de mulher inconsciente em 2002; sua filha transgênera e ex-esposa o acusaram de abuso quando criança; e a atriz Asia Argento foi acusada de estuprar Jimmy Bennett em 2018.

## Casos relatados

### Caso Bill Cosby

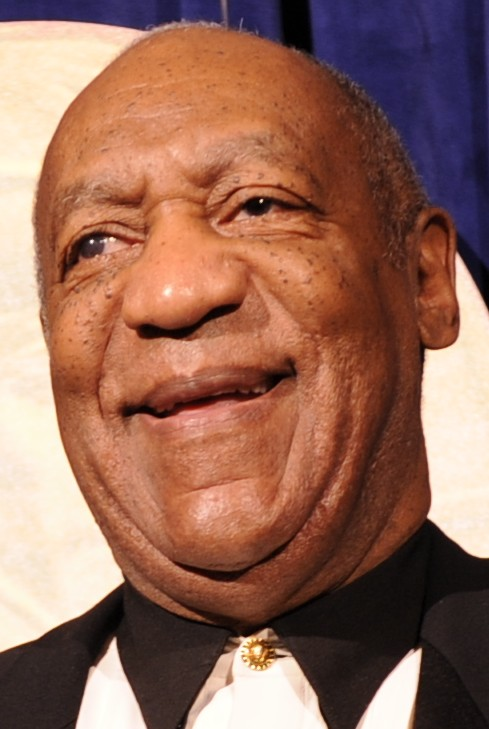
Bill Cosby foi acusado por cerca de 60 mulheres de abuso sexual.

Desde 2014, cerca de 60 mulheres acusaram o ator e apresentador Bill Cosby de abusos nos anos 1970–80. Muitas relatam uso de drogas para facilitar o abuso. A modelo Janice Dickinson contou que, em 1982, sentindo cólicas intensas, Cosby lhe deu uma "pílula" que a deixou inconsciente. "A última coisa de que me lembro é do Bill Cosby…", disse ela à CNN.
Em dezembro de 2015, foram apresentadas três acusações de agressão sexual agravada contra Cosby em Montgomery County, Pensilvânia, relativas a Andrea Constand em janeiro de 2004. O primeiro julgamento, em junho de 2017, resultou em júri sem veredicto.
No segundo julgamento, Cosby foi condenado em 26 de abril de 2018 por três acusações de agressão sexual agravada, e em 25 de setembro de 2018 foi sentenciado a três a dez anos de prisão, além de multa de US$ 25 000 e custos de US$ 43 611. Cosby recorreu em 25 de junho de 2019.
Em 30 de junho de 2021, foi liberado e a condenação anulada por decisão de que o procurador Kevin Steele agiu injustamente, violando acordo prévio de imunidade condicional.

### Caso Francis Ford Coppola

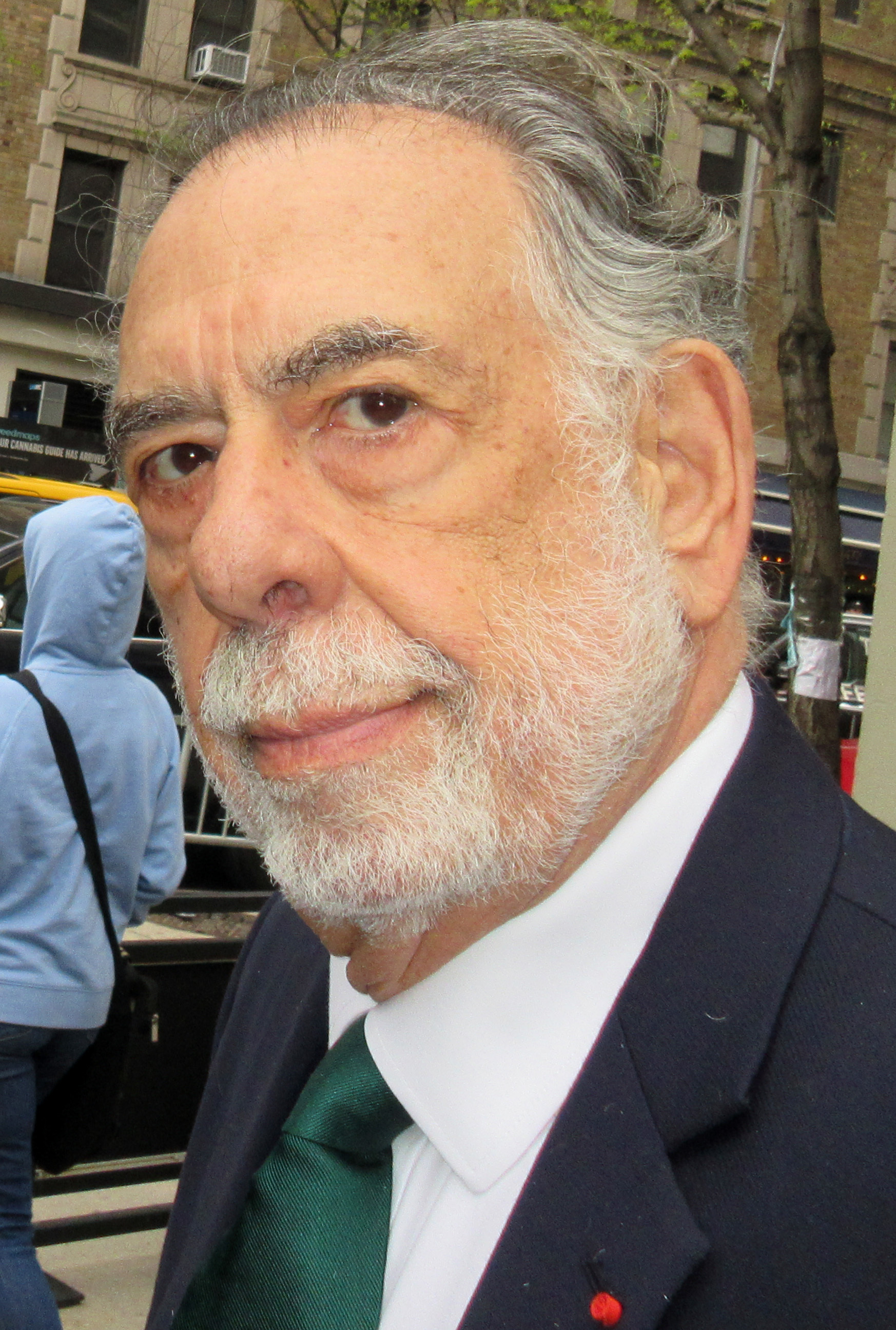
Francis Ford Coppola foi acusado de assédio durante pré-estreia de Megalopolis em 2024.

Em meses que antecederam o lançamento de Megalopolis em 2024, Coppola foi acusado pelo The Guardian de beijar e tocar atrizes figurantes de forma inadequada; Coppola negou, afirmando que eram amigas que o conheciam bem e acusou repórteres de tentar prejudicar sua obra.

## Acusações posteriores

### Acusações em torno do 89.º Oscar
Em outubro de 2016, após a estreia de The Birth of a Nation, seu diretor e protagonista Nate Parker foi questionado por um caso de 1999 em que e ele e Jean Celestin teriam abusado de uma mulher de 18 anos. Isso afetou a recepção do filme.
O ator Casey Affleck foi acusado de assédio sexual durante as filmagens de I'm Still Here (2010) pela produtora Amanda White e diretora de fotografia Magdalena Gorka; ambos chegaram a acordo extrajudicial em 2010. Em 2018, Affleck declarou que não apresentaria o prêmio de Melhor Atriz no 90.º Oscar para evitar atenção indesejada durante o movimento #MeToo. Brie Larson, ao não aplaudir Affleck no 88.º Oscar, afirmou que sua atitude "falava por si".

### Acusações em 2015 e 2016
Em 2015, Linda Lewis afirmou que a atriz Loretta Young lhe confessou antes de morrer que o nascimento de Judy Lewis, supostamente de relação consensual com Clark Gable, teria sido resultado de um estupro.
Em 2016, Tippi Hedren relatou assédio por Alfred Hitchcock durante The Birds (1963), afirmando que ele a impedia de interagir com outros atores masculinos.
No fim de 2016, surgiram denúncias de que Marlon Brando teria abusado sexualmente da atriz Maria Schneider durante as filmagens de O Último Tango em Paris (1972), sem aviso prévio de cena de estupro, levando o diretor Bernardo Bertolucci a esclarecer que se tratou de simulação.

### Caso Harvey Weinstein

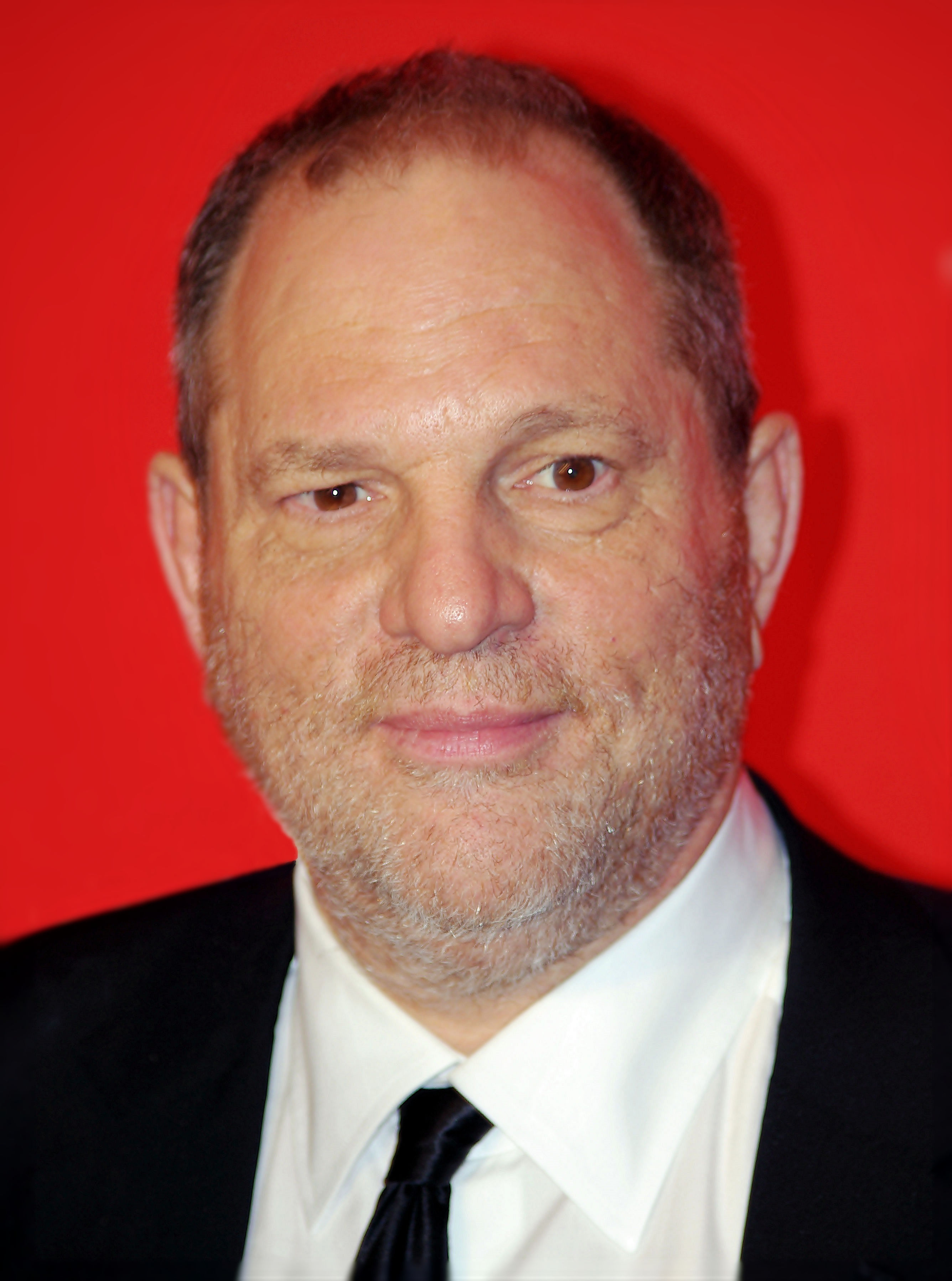
As acusações contra Weinstein levaram dezenas a expor agressões.

Em 2017, o produtor Harvey Weinstein, fundador da Miramax e The Weinstein Company, foi acusado por mais de 80 mulheres de agressão sexual e estupro; negou as denúncias. Segundo depoimentos, ele convidava atrizes a hotéis ou escritórios e exigia massagens ou sexo em troca de papéis. Áudios revelaram Weinstein pressionando a modelo Ambra Battilana Gutierrez a tomar banho com ele.
Entre as vítimas estão Rose McGowan, Angelina Jolie, Mira Sorvino, Paz de la Huerte, Annabella Sciorra e Gwyneth Paltrow. A italiana Asia Argento compilou lista com denúncias de 1980 a 2015, incluindo 18 casos de estupro. Weinstein foi expulso da The Weinstein Company e da Academy of Motion Picture Arts and Sciences.
Condenado por estupro em March 11, 2020 a 23 anos em penitenciária de segurança máxima. O caso gerou debate sobre cultura de silêncio e impunidade em várias indústrias. Weinstein mantém-se inocente, alegando pressão de júri e emoção influenciando a decisão; a repercussão motivou denúncias a outros agressores na indústria.

### Caso Kevin Spacey

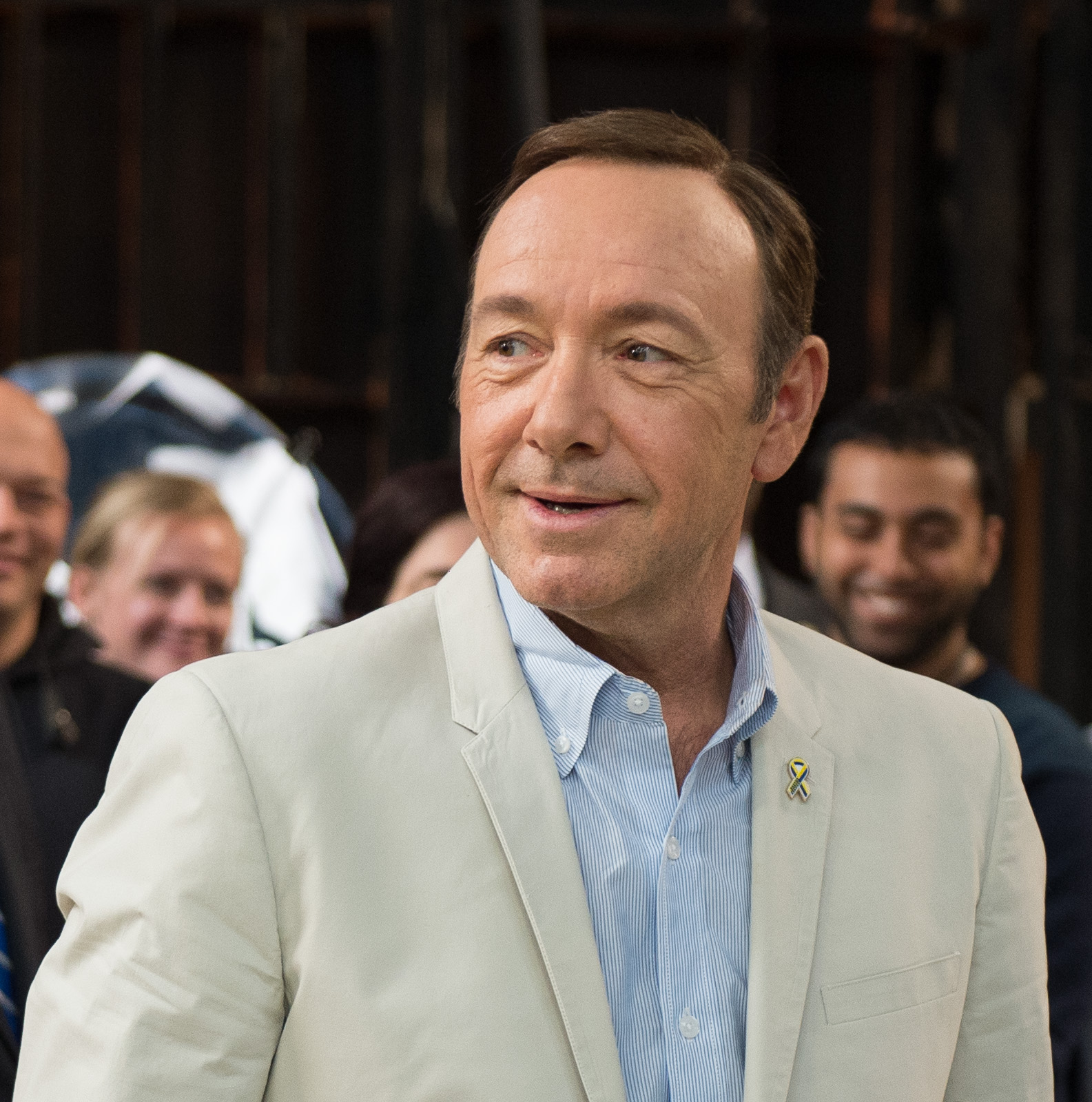
Kevin Spacey

Em 30 de outubro de 2017, Anthony Rapp afirmou ter sido assediado sexualmente por Kevin Spacey em 1986, aos 14 anos, em festa na casa de Spacey.
Spacey divulgou nota no Twitter dizendo não recordar o episódio e pediu desculpas por eventual "comportamento inadequado e alcoolizado", aproveitando para se assumir gay.
Integrantes da comunidade LGBTQ criticaram o timing da declaração, acusando-o de distração das acusações.
Em dias, 15 outras pessoas relataram assédio ou abuso por Spacey. Equipe técnica de House of Cards e funcionários do Old Vic acusaram Spacey de assédio a homens jovens.
Após, Spacey entrou em clínica para tratamento de vício sexual. A Netflix rompeu laços, cancelou o biopic de Gore Vidal e substituiu-o em All the Money in the World por Christopher Plummer. House of Cards encerrou-se na sexta temporada sem ele. Um biopic de Frank Sinatra com Spacey caiu por falta de estúdios dispostos a contratá-lo.

### Movimento #MeToo
As acusações contra Weinstein deram origem ao hashtag #MeToo. Comediantes como Louis C.K. e o cineasta Brett Ratner tiveram projetos cancelados após receber várias acusações; C.K. confirmou as denúncias e pediu desculpas, Ratner negou as acusações de estrelas como Olivia Munn e Natasha Henstridge. Louis C.K. perdeu contratos com FX, Netflix, Illumination e foi substituído em The Secret Life of Pets 2; R. J. Osborne redublou seu personagem em Gravity Falls.
O projeto de biopic de Hugh Hefner de Ratner foi suspenso; RatPac Entertainment perdeu acordo com Warner Bros., e Milli Vanilli e Rush Hour 4 ficaram sem patrocínio. O cineasta James Toback enfrentou 200 acusações de assédio.
A coach Anna Graham Hunter acusou Dustin Hoffman de assediá-la sexualmente em 1985, aos 17 anos; Hoffman pediu desculpas, negando as demais acusações de outras seis mulheres.
Outros atores acusados incluem Richard Dreyfuss, James Woods e Jeffrey Tambor, que negaram as alegações.
Em janeiro de 2018, após vencer o Golden Globe, James Franco foi acusado por cinco mulheres de exploração sexual em sua classe de atuação; faltou ao Critics' Choice Awards.
Em 2017, a revista Time elegeu as "Quebradoras de Silêncio" como Pessoa do Ano.
Em agosto de 2020, uma mulher processou Cuba Gooding Jr. por estupro em 2013 em Nova York; em 2024, Gooding foi citado em ação contra Sean " Diddy" Combs por produtor Rodney Jones.

### Acusações de cumplicidade e críticas
A opinião pública voltou-se não só contra agressores, mas contra quem os acobertou. Matt Damon e Ben Affleck admitiram conhecer relatos de Weinstein; Meryl Streep negou saber dos abusos até ser criticada por Rose McGowan como "hipócrita".
Em 7 de janeiro de 2018, na 75.ª cerimônia do Golden Globe as convidadas vestiram preto em protesto; Oprah Winfrey, ao receber o Cecil B. DeMille Award, dedicou o discurso às vítimas; o cantor Seal a acusou de conhecer os abusos de Weinstein. Liam Neeson criticou o #MeToo como "caça às bruxas". Sean Penn chamou o movimento de maniqueísta em entrevista ao Today Show; Brigitte Bardot chamou as denuncias de "hipócritas".

## Na cultura popular
Em 10 de janeiro de 2013, no anúncio de indicações ao Oscar, Seth MacFarlane brincou: "Parabéns às cinco atrizes; agora não precisam mais fingir atração por Harvey Weinstein."
Em 10 de janeiro de 2016, no 73.º Golden Globe, Ricky Gervais disse sobre Spotlight: "É o filme sobre predadores sexuais que abusam de crianças… Roman Polanski chamou de 'o melhor filme para um encontro'."
Em 7 de janeiro de 2018, no 75.º Golden Globe, Seth Meyers disse de The Shape of Water: "Quando soube dessa história de mulher e monstro d’água… pensei 'mais um filme de Woody Allen'."

## Psicologia e comportamento
O centro Cepsim em Madrid descreveu o perfil do agressor como "pessoas com grande poder que o usam contra vulneráveis para conseguir o que desejam, geralmente carentes de empatia". A Universidade de Málaga apontou que agressores tendem ao narcisismo e não assimilam o crime. Abusadores pressionam atrizes para sessões em hotéis e usam chantagem para silenciar vítimas. A advogada Alicia Ozores explicou a La Vanguardia que alegar "vício em sexo" pode reduzir penas e limpar imagem; Weinstein e Spacey alegaram vício sexual em defesa.
Frequentemente, recorrem à persuasão, engano ou pressão, não só força física, para subjugar vítimas em relações de autoridade. Em abuso infantil, o agressor age de forma oportunista, explorando descuidos parentais.
Vítimas temem descrédito público, dúvida e julgamento, e só falam por convicção de impedir novos abusos. O documentário An Open Secret mostra como o abuso sexual tornou-se cultural em Hollywood.

## Tema na eleição presidencial dos Estados Unidos de 2016
Durante a campanha de 2016, veio a público gravação de 2005 em que Donald Trump, então candidato republicano, vangloriava-se de usar poder para agarrar mulheres. Trump desculpou-se no mesmo dia e afirmou ser imperfeito; no terceiro debate, garantiu: "Ninguém respeita mais as mulheres do que eu". Trump venceu a eleição em novembro; em novembro de 2017, Brave New Films reuniu depoimentos de 16 vítimas que o acusaram de assédio ou estupro.
Em outubro de 2017, Barack Obama e Hillary Clinton manifestaram solidariedade às vítimas, e Obama repudiou o comportamento de Weinstein, ex-doado do Partido Democrata.